# Cleora contiguata
Cleora contiguata är en fjärilsart som beskrevs av Moore 1867. Cleora contiguata ingår i släktet Cleora och familjen mätare. Inga underarter finns listade i Catalogue of Life.